# Gyula Károlyi

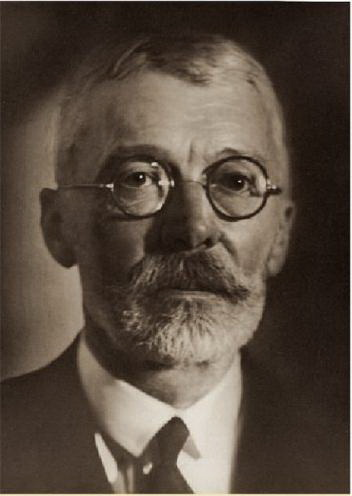
Gyula Károlyi, um 1931

Gyula Graf Károlyi von Nagykároly (ungarisch nagykárolyi gróf Károlyi Gyula, * 7. Mai 1871 in Nyírbakta, Österreich-Ungarn; † 23. April 1947 in Budapest) war ein konservativer ungarischer Politiker, der von 1931 bis 1932 Ministerpräsident war. Bereits 1919 war er zwei Monate lang Ministerpräsident der konterrevolutionären Gegenregierung in Szeged gewesen. Als Premierminister versuchte er insgesamt die moderate konservative Politik seines Vorgängers István Bethlen fortzuführen, allerdings mit weniger Erfolg.

## Leben

### Jugend
Gyula Károlyi wurde in Nyírbakta, dem heutigen Baktalórántháza in das Adelsgeschlecht der Károlyi geboren. Seine Eltern waren Tibor Károlyi, der zwischen 1898 und 1900 bereits Sprecher des Magnatenhauses gewesen war, und Emma Degenfeld-Schomburg. Sein Vater war auch der Vormund von Mihály Károlyi, einem Cousin von Gyula, der 1919 die kurzlebige Republik Ungarn ausrief und deren erster Ministerpräsident und dann Präsident werden sollte.
Gyula Károlyi erhielt seine Ausbildung an der Fakultät der Rechte an der Königlich Ungarischen Universität in Budapest und setzte seine Studien an der Friedrich-Wilhelms-Universität zu Berlin und der Rheinischen Friedrich-Wilhelms-Universität in Bonn fort. Nach seiner Rückkehr in die Heimat wurde er Mitglied des Magnatenhauses und Obergespan des Komitats Arad (1906–1910). Danach zog er sich vorläufig aus der Politik zurück und betrieb Landwirtschaft auf dem Familienanwesen bei Arad. 1915 wurde er Mitglied der Ungarischen Akademie der Wissenschaften.

### Konterrevolutionäre Regierung
Nach dem Ausbruch des Ersten Weltkriegs meldete er sich als Freiwilliger und kämpfte an der Ostfront als Leutnant der Husaren. Nach dem Krieg begab er sich wieder auf sein Landgut. Die politische Situation war jedoch chaotisch: Sein Cousin Mihály Károlyi führte die Asternrevolution an und die Österreichisch-Ungarische Monarchie zerfiel. Die neuen Machthaber dezimierten das ungarische Heer um ihren Friedenswillen zu demonstrieren gegenüber den Mächten der Triple Entente. Die benachbarten Länder (Rumänien, Tschechoslowakei) nutzten die Situation, um  Territorialgewinne zu erzielen: Die Rumänen besetzten Siebenbürgen und das Partium im Frühjahr 1919. Darüber hinaus entstand am 21. März 1919 die Ungarische Räterepublik.
Viele bedeutenden ungarischen Politiker emigrierten nach Wien um der Revolution und dem Roten Terror zu entgehen. Die Gegenbewegung unter István Bethlen bemühte sich um eine Liquidation der Bolschewiki und gründete das Antibolschewistische Committee. Parallel dazu bildete Gyula Károlyi eine Konterrevolutionsregierung in Arad. Im Mai eroberten die Rumänen die Stadt und setzten Károlyi und viele seiner Minister fest. Nach seiner Befreiung ging er nach Szeged, welches vom Französischen Heer besetzt war. Dort reorganisierte er seine Regierung mit dem Ziel die kommunistische Herrschaft zu beenden. Die beiden konterrevolutionären Zentren, Wien und Szeged, stimmten ihre Arbeit im Interesse der gemeinsamen Ziele ab. Károlyis Kriegsminister wurde Admiral Miklós Horthy, der eine National Armee gründete. Die beiden wurden Freunde.

## Ministerpräsident
Károlyi zog sich nach 1919 für beinahe zehn Jahre aus der Politik zurück. Nach dem Vertrag von Trianon verlor seine Familie das Anwesen im Gebiet von Arad. Daraufhin betrieb Károlyi Landwirtschaft in Szabolcs und Szatmár. 1927 wurde er wieder Mitglied des Magnatenhauses und 1928 Mitglied der Kronengarde. Eine bedeutendere Rolle erhielt er in der Weltwirtschaftskrise, als er kurzzeitig im Kabinett von István Bethlen Außenminister wurde (in der Nachfolge von Lajos Walko). In dieser Funktion besuchte Károlyi auch den italienischen Regierungschef Benito Mussolini in Rom im März 1931. Ein kontrovers diskutiertes Statement brachte ihm einige Aufmerksamkeit in der französischen Presse. Er behauptete: „Emotionen, Verstand, und die Bande des Interesses binden Ungarn an Frankreich.“
István Bethlen trat am 19. August 1931 vom Amt des Ministerpräsidenten zurück, weil er nicht bereit war, unpopuläre Maßnahmen einzuführen. Der Reichsverweser Miklós Horthy ernannte daraufhin Károlyi zum Ministerpräsident. Das neue Kabinett wurde am 24. August 1931 zusammengestellt, wobei die Zusammensetzung fast unverändert blieb.
In Ungarn stellte sich die Wirtschaftskrise als eine langwierige Landwirtschaftskrise und Kreditklemme dar. Landwirtschaftliche Produkte machten den größten Teil der ungarischen Exporte aus, aber die Preise fielen auf dem Weltmarkt um 50 bis 70 Prozent. Die Lebenssituation der Bauern wurde untragbar und Industrie und Handel litten in ähnlicher Weise.
Károlyi reduzierte zunächst die Staatsausgaben. Das Finanzministerium beschnitt den Sold der Staatsangestellten: Eisenbahner, Postmänner, Angestellte, Soldaten, Gendarmen, Mitglieder der Flusswacht und Zollbeamte. Sozialleistungen und Pensionen wurden reduziert.  Dadurch konnten die schweren wirtschaftlichen Probleme jedoch nicht gelöst werden, und auch die Einschränkungen im Ministerrat trugen kaum zur Linderung bei: Károlyi verbot allen Ministern, Dienstwagen zu benutzen, und er selbst als Ministerpräsident zog aus seinem Apartment in Pest in den Burgpalast.
Als Sylvester Matuska am 13. September 1931 einen Teil des Eisenbahnviadukts Biatorbágy in der Nähe von Budapest sprengte, wodurch eine Lok und sechs der zwölf Waggons des Wien-Express in die Tiefe stürzten, verhängte Károlyi das Kriegsrecht. Er nutzte den Anschlag, um Kommunisten zu inhaftieren und alle politischen Versammlungen und Demonstrationen zu untersagen. Imre Sallai und Sándor Fürst, Anführer der kommunistischen Bewegung, wurden 1932 inhaftiert und nach einem Schauprozess hingerichtet. Diese Notstandsmaßnahmen veränderten jedoch nichts an der Situation: Es hatte bis dahin keine reale Gefahr einer Massenbewegung bestanden.
Aber die ungelöste Krise verschärfte die Unzufriedenheit in der ungarischen Gesellschaft, sogar in der politischen Elite. Die Opposition verlangte eine Ausweitung des Franchising, Einführung von Vorwahlen und geheime Wahlen sowie einen besseren Schutz der Lohnarbeiter, während die Landwirtschafts-Lobby die Ausweitung der Märkte forderte und einen Schutz für Bauern. Diese Gruppen wendeten sich gegen den Ministerpräsidenten, als keine Resultate der Reformen sichtbar wurden, und dieses Versagen veranlasste Bethlen im September 1932 den Rücktritt von Károlyi zu fordern. Károlyi folgte dieser Aufforderung gerne, da er von Anfang an nur ungern das Amt übernommen hatte. Er trat am 21. September 1932 zurück und kehrte auf seine Ländereien zurück. Gyula Gömbös wurde sein Nachfolger.

## Lebensende
Nach seiner Amtszeit zog er sich aus der aktiven Politik zurück. Er blieb allerdings Mitglied von Horthys „Innerem Rat“ und wurde 1936 Geheimer Rat. Während des Zweiten Weltkriegs unterstützte er die Politik von Miklós Kállay. Károlyi starb in Budapest am 23. April 1947 im Alter von 75 Jahren.